# Julian Dean
Julian Dean (Rotorua, 28 de gener de 1975) és un ciclista neozelandès, ja retirat, que fou professional del 1996 fins al 2012. Durant la seva carrera esportiva va prendre part en quatre edicions dels Jocs Olímpics d'Estiu, el 1996, 2000, 2004 i 2008. Destaca la vuitena posició obtinguda el 1996 en la prova dels 4.000 metres persecució.
Durant molts anys exercí de llançador de Thor Hushovd als esprints. En el seu palmarès destaquen els campionats nacionals en ruta de 2007 i 2008.

## Palmarès en ruta
- 1996
  - 1r al Tour de Somerville
  - 1r al Red Rose Rocket Criterium
  - Vencedor d'una etapa del Tour de Wellington
  - Vencedor d'una etapa al Tour d'Ohio
- 1997
  - 1r al Critèrium de Visalia
  - 1r al Critèrium de Santa Rosa
- 1998
  - 1r al Campionat dels Estats Units de Critèrium
  - 1r a l'Outdoor Life Network GP
  - 1r a l'U.S. National Point Series
  - 1r al Critèrium de Visalia
  - Vencedor d'una etapa del Tour LeFleur
- 1999
  - 1r al Tour de Wellington i vencedor d'una etapa
  - Vencedor de 2 etapes de la Volta a la Gran Bretanya
- 2001
  - 1r a la First Union Classic
  - Vencedor d'una etapa de la Volta a Castella i Lleó
- 2003
  - 1r al Tour a la Regió valona i vencedor de 2 etapes
  - 1r al Wachovia Classic
  - Vencedor d'una etapa del Circuit Franco-belga
- 2004
  - Vencedor de la classificació per punts de la Volta a la Gran Bretanya
- 2007
  -  Campió de Nova Zelanda en ruta
- 2008
  -  Campió de Nova Zelanda en ruta

### Resultats al Tour de França
- 2004. 127è de la classificació general
- 2006. 127è de la classificació general
- 2007. 107è de la classificació general
- 2008. 110è de la classificació general
- 2009. 121è de la classificació general
- 2010. 157è de la classificació general
- 2011. 145è de la classificació general

### Resultats al Giro d'Itàlia
- 2005. Abandona (6a etapa)
- 2007. 93è de la classificació general
- 2008. No surt (19a etapa)
- 2009. 136è de la classificació general
- 2010. No surt (19a etapa)

### Resultats a la Volta a Espanya
- 1999. 112è de la classificació general
- 2001. Abandona
- 2003. Abandona
- 2005. Abandona (15a etapa)
- 2009. 132è de la classificació general
- 2010. Abandona (13a etapa)
- 2012. 158è de la classificació general

## Palmarès en pista
- 1995
  -  Campió de Nova Zelanda del quilòmetre contrarellotge
- 1996
  -  Campió de Nova Zelanda de la cursa per punts
  -  Campió de Nova Zelanda de persecució